# Mater Larum
Die Mater Larum (lateinisch „Mutter der Laren“) ist eine Gottheit der römischen Mythologie.
Ihr Wesen und die Form ihres Kultes ist ganz unklar. 
Bekannt ist lediglich, dass die Arvalbrüder am Fest der Dea Dia der Mater Larum zwei Schafe opferten. 
Außerdem wurden zwei mit Puls, dem römischen Getreidebrei, gefüllte Ollae, traditionelle Gefäße aus getrocknetem Ton, den Hügel des Tempels hinunter gestoßen.
Dadurch wird sie allerdings in Beziehung gesetzt zu den ältesten Schichten der römischen Religion, da die Arvalbrüder in der Mythologie mit der Gründung Roms verknüpft sind und Puls und Olla geradezu Sinnbilder frührömischer Urtümlichkeit sind.
Auf Grund der Form des Opfers (nämlich, dass es gewissermaßen auf die Erde geworfen wurde) hat man vermutet, dass die Mater Larum eine unterirdische, eine chthonische Gottheit sei. 
Man hat sie aus unterschiedlichen Gründen mit einer Reihe anderer römischer Gottheiten in Beziehung gesetzt, namentlich:
- Acca Larentia: Als Frau des Faustulus war sie der Sage nach die Mutter der zwölf ursprünglichen Arvalbrüder, zu denen dann auch ihr Adoptivsohn Romulus gehörte. Wegen der Verbindung der Arvalbrüder mit dem Staatskult der Laren wurde in der „Mutter der Arvalbrüder“ die „Mutter der Laren“ vermutet.
- Tacita („die Schweigende“), auch Dea Muta („stumme Göttin“) genannt: eine wahrscheinlich alte italische oder römische Gottheit der Unterwelt, laut Plutarch eine Najade aus dem Kreis der Camenen ohne Bezug zur Unterwelt oder den Laren, laut Ovid hingegen eine Najade des Tibergebiets (Tochter des Almo) mit Namen Lara oder ursprünglich Lala (nach griech. λάλα „die Geschwätzige, Gesprächige“), die von Jupiter für ihre Indiskretion mit dem Verlust von Zunge und Sprache gestraft und in die Sümpfe der Unterwelt verbannt, von ihrem Begleiter Mercurius auf dem Weg dorthin vergewaltigt und durch diese Vergewaltigung zur Mutter der Laren wurde.
- Mania: Sie ist nach Georg Wissowa eigentlich in einen Brauch bei den Compitalien, kleine, Maniae genannte Puppen aufzuhängen, hinein konstruiert. Da die Compitalien ein Fest der Laren sind, wurde die Mania auch mögliche Larenmutter.
- Larunda: Schließlich noch Larunda, nach Varro eine sabinische Gottheit, der Titus Tatius in Rom einen Altar weihte. Sie wurde wohl lediglich auf Grund der Namensähnlichkeit mit der Nymphe Lara als weitere Larenmutter identifiziert.